# 詹姆斯·克罗宁
詹姆斯·克罗宁（英語：James Cronin，1931年9月29日—2016年8月25日），美国物理学家。

## 生平
生于芝加哥，1980年，因為發現中性K介子衰變時存在對稱破壞，與瓦尔·菲奇共同榮获诺贝尔物理学奖。